# Meremäe
Meremäe är en ort i Estland. Den ligger i Meremäe kommun och landskapet Võrumaa, i den sydöstra delen av landet, 250 km sydost om huvudstaden Tallinn. Meremäe ligger 147 meter över havet och antalet invånare är 147.
Terrängen runt Meremäe är platt. Runt Meremäe är det ganska glesbefolkat, med 22 invånare per kvadratkilometer. Närmaste större samhälle är Vastseliina, 10,0 km väster om Meremäe. I omgivningarna runt Meremäe växer i huvudsak blandskog.